# Crinò
Crinò è un cognome di lingua italiana.

## Varianti
Il cognome non presenta varianti.

## Origine e diffusione
Il cognome è tipicamente calabrese e siciliano.
Potrebbe derivare da un termine grico dal significato di "fiore del giglio": è quindi affine al cognome Gigli.